# Rio Azul
Rio Azul là một đô thị thuộc bang Paraná, Brasil. Đô thị này có diện tích 629,739 km², dân số năm 2007 là 13702 người, mật độ 21,4 người/km².